# Afaquia
La  afaquia es  la ausencia de cristalino en el ojo.

## Explicación
Es la ausencia del cristalino debido a cualquier causa. El origen de su ausencia no le proporciona una distinta designación.

## Causas
En raras ocasiones la afaquia es congénita, es decir, está presente desde el nacimiento por un defecto en el desarrollo embrionario.
Más frecuentemente se adquiere en la edad adulta como consecuencia de una operación de cataratas. La catarata es una opacidad del cristalino que impide la visión y, para corregirla, el cirujano debe extirpar el cristalino del ojo afectado.
Otra importante causa de la carencia de cristalino en adultos es la presencia de fallos fisiológicos del cristalino, ya sean congénitos o no, y que en una posterior cirugía no se puede sustituir el cristalino con deficiencias por una lente intraocular por motivos diversos, tales como que la fisiología interna del ojo no es la ideonea para ésta, ya sea encajándola o cosiéndola, o por un rechazo del mismo.

## Tratamiento
La utilización generalizada de lentes intraoculares en las intervenciones de catarata, las cuales tienen un índice de refracción similar al del cristalino, ha constituido un importante avance en este campo de la medicina. Cuando se sustituye el cristalino por una lente intraocular, el término que se utiliza para expresar la situación de ese ojo es pseudofáquico 
Dicha lente puede tener distintas disposiciones espaciales dentro del globo ocular siguiendo las necesidades de cada paciente. 
Generalmente se colocan de manera encajada en el lugar que ocupaba el cristalino en la cámara posterior o por el contrario delante del iris justo debajo del endotelio corneal, es decir en la cámara anterior. 
Esta última forma de insertar la lente es mucho menos viable y eficaz ya que el roce de la lente con el endotelio corneal ocasiona pérdida de células endoteliales, lo que puede dañar la córnea. Además puede causar desajustes en el ángulo iridocorneal y cambios en la presión intraocular.